# Ratahallintokeskus
Ratahallintokeskus (en français : agence finlandaise des infrastructures de transport, sigle RHK) était un organisme public finlandais chargé de la gestion du réseau ferré national de la Finlande, sous la tutelle du ministère des transports de 1995 à 2009. Il a été intégré dans l'office des transports finlandais.

## Histoire
Ratahallintokeskus est créée en 1995 et fermée le 31 décembre 2009 pour être absorbée par l'office des transports finlandais

## Missions
Les missions de RHK comprenaient :
- la maintenance  du réseau ferroviaire existant,
- la réalisation de nouvelles infrastructures décidées par les pouvoirs publics,
- la gestion des circulations, (aiguillages, signalisation, postes de commandement...)
- l'allocation des capacités de circulation (les sillons),
- le recouvrement des péages dus par les exploitants ferroviaires, c'est-à-dire en pratique la compagnie VR.

Le réseau géré par RHK comprend (en 2003) 5 851 km de lignes à voie large (à l'écartement russe de 1 524 mm), dont 2 400 km électrifiés en courant alternatif 25 kV 50 Hz. Ce réseau est essentiellement (91 %) à voie unique.